# Valeri Glivenko
Valeri Glivenko (rus: Валерий Иванович Гливенко)  (Kíiv, 2 de gener de 1897 - Moscou, 15 de febrer de 1940) va ser un matemàtic soviètic.
Nascut a Kíev, es va graduar a la universitat Estatal de Moscou el 1925 i va obtenir el títol de professor el 1928. Va aconseguir el doctorat en Ciències Físiques i Matemàtiques el 1936. Des del 1928 va treballar a l'Institut Pedagògic de la Ciutat de Moscou. Els seus camps de recerca van ser els fonaments de les matemàtiques i la lògica matemàtica, la teoria de les funcions de variable real i la teoria de la probabilitat, temes sobre els que va publicar tres monografies importants: Интеграл Стильтьеса (La integral de Stieltjes) (1936), Теория вероятностей (Teoria de la probabilitat) (1937 i 1939) i Théorie générale des structures (1938). També va publicar més de vint-i-cinc articles científics sobre aquests temes.
Glivenko va demostrar el teorema que porta el seu nom, que diu que la doble negació de tota frase veritable de la lògica clàssica es pot demostrar en la lògica intuïcionista. També va participar en l'enunciat del teorema de Glivenko-Cantelli, que pot ser considerat el teorema fonamental de la matemàtica estadística.